# Cassini (cràter)
|  | Per a altres significats, vegeu «Cassini (cràter marcià)». |

Cassini és un cràter d'impacte lunar que està localitzat en el Palus Nebularum, en la vora oriental del Mare Imbrium. Al nord-est es troba el Promontorium Agassiz, la prolongació al sud de la serralada dels Monts Alps. Al sud sud-aquest de Cassini està el cràter Teetet. Al nord-oest apareix el cim solitari del Mons Piton.
El sòl de Cassini està inundat de lava, i probablement pot ser tan vell com el mare circumdant. La superfície està crivellada amb multitud d'impactes, incloent-hi un parell de cràters significatius inclosos per complet dins del brocal. Cassini A és el més gran d'aquests dos, i es troba just al nord-est del centre del cràter. Una cresta muntanyenca recorre l'àrea interior d'aquest cràter cap al sud-est. Proper al costat sud-oest del brocal de Cassini apareix el cràter Cassini B, més petit.
Les parets d'aquest cràter són de forma estreta i irregular, però estan intactes malgrat la lava que les inunda. Per fora del brocal del cràter es localitza una muralla exterior irregular i de dimensions significatives.
Per raons desconegudes, aquest cràter no apareixia als mapes primerencs de la Lluna. Aquest cràter no és d'origen recent, per la qual cosa l'omissió probablement és un error dels confeccionadors de mapes lunars.

## Cràters satèl·lit
Per convenció aquests elements s'identifiquen en els mapes lunars col·locant la lletra en el costat del punt central del cràter més proper a Cassini.

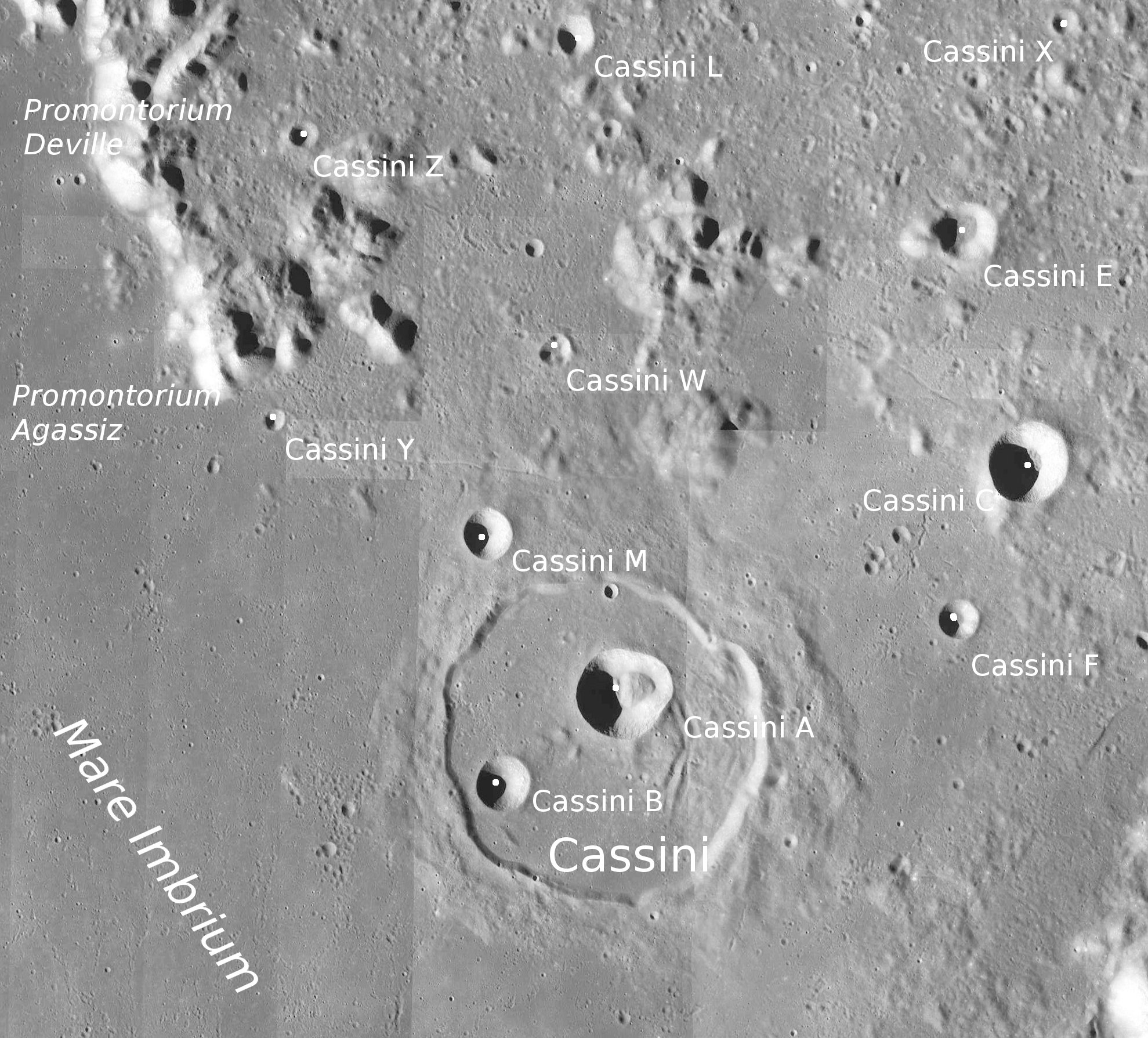
Vista de Cassini i els seus cràters satèl·lit (LROC)

| Cassini | Coordenades                        | Diàmetre |
| ------- | ---------------------------------- | -------- |
| A       | 40° 30′ N, 4° 48′ E / 40.5°N,4.8°E | 15 km    |
| B       | 39° 54′ N, 3° 54′ E / 39.9°N,3.9°E | 9 km     |
| C       | 41° 42′ N, 7° 48′ E / 41.7°N,7.8°E | 14 km    |
| E       | 42° 54′ N, 7° 18′ E / 42.9°N,7.3°E | 10 km    |
| F       | 40° 54′ N, 7° 18′ E / 40.9°N,7.3°E | 7 km     |
| G       | 44° 42′ N, 5° 30′ E / 44.7°N,5.5°E | 5 km     |
| K       | 45° 12′ N, 4° 06′ E / 45.2°N,4.1°E | 4 km     |
| L       | 44° 00′ N, 4° 30′ E / 44.0°N,4.5°E | 6 km     |
| M       | 41° 18′ N, 3° 42′ E / 41.3°N,3.7°E | 8 km     |
| P       | 44° 42′ N, 1° 54′ E / 44.7°N,1.9°E | 4 km     |
| W       | 42° 18′ N, 4° 18′ E / 42.3°N,4.3°E | 6 km     |
| X       | 43° 54′ N, 7° 54′ E / 43.9°N,7.9°E | 4 km     |
| Y       | 41° 54′ N, 2° 12′ E / 41.9°N,2.2°E | 3 km     |
| Z       | 43° 24′ N, 2° 18′ E / 43.4°N,2.3°E | 4 km     |